# 特雷斯巴拉斯
特雷斯巴拉斯是巴西圣卡塔琳娜州的一个市镇。总面积438.066平方公里，总人口18224人，人口密度41.6人/平方公里。